# Гасанова, Асли Бела кызы
Асла Бела кызы Гасанова (азерб. Əsli Bəla qızı Həsənova; 1905, Елизаветполь — дата и место смерти неизвестны) — советский азербайджанский агроном. Герой Социалистического Труда (1949). 

## Биография
Родилась в 1905 году в городе Елизаветполь Елизаветпольского уезда Елиазветпольской губернии (ныне город Гянджа Азербайджана).
Начала трудовую деятельность в 1936 году рабочей в виноградарском совхозе имени Низами Товузского района, позже звеньевая в этом же колхозе. В 1948 году получила высокий урожай винограда — 161,3 центнера с гектара на площади 3,9 гектаров поливных виноградников, а в 1949 году получила 135 центнеров винограда с гектара на площади в 7,36 гектаров, перевыполнив план на 10 центнеров с каждого гектара. С 1970 года на пенсии.  
Указом Президиума Верховного Совета СССР от 5 октября 1949 года, за получение высоких урожаев винограда в 1948 году при выполнении совхозами плана сдачи государству сельскохозяйственных продуктов и обеспеченности семенами всех культур в размере полной потребности для весеннего сева 1949 года, Гасановой Асли Бала кызы присвоено звание Героя Социалистического Труда с вручением ордена Ленина и золотой медали «Серп и Молот».
Активно участвовала в общественно-политической жизни Азербайджана. Член КПСС с 1951 года.